# 日本のバスケットボール
日本のバスケットボール（にほんのばすけっとぼーる）では、日本国内におけるバスケットボール（Basketball）について記述する。

## 概要
日本ではバスケットボールという名称で呼ばれ、漢字では籠球（ろうきゅう）という文字が当てられる。